# Chrysomya chloropyga
Chrysomya chloropyga är en tvåvingeart som först beskrevs av Christian Rudolph Wilhelm Wiedemann 1818.  Chrysomya chloropyga ingår i släktet Chrysomya och familjen spyflugor. Inga underarter finns listade i Catalogue of Life.